# Gle Ceure
Gle Ceure är en kulle i Indonesien.   Den ligger i provinsen Aceh, i den västra delen av landet, 1 800 km nordväst om huvudstaden Jakarta. Toppen på Gle Ceure är 80 meter över havet.
Terrängen runt Gle Ceure är varierad. Havet är nära Gle Ceure åt sydväst.Runt Gle Ceure är det ganska glesbefolkat, med 43 invånare per kvadratkilometer.